# Розенбергови не смеју да умру
„Розенбергови не смеју да умру” је југословенски ТВ филм из 1972. године. Режирао га је Бранко Плеша а сценарио је написан по новели Алена Декоа.

## Улоге
| Глумац              | Улога                    |
| ------------------- | ------------------------ |
| Зоран Радмиловић    | Јулиус Росенберг         |
| Радмила Андрић      | Етхел Росенберг, супруга |
| Миодраг Радовановић | Инспектор 1              |
| Еуген Вербер        | Инспектор 2              |
| Марко Тодоровић     | Судија                   |
| Воја Мирић          | Адвокат Јулиусов         |
| Никола Симић        | Тужилац                  |
| Душан Почек         | Дејвид Гринглас          |
| Радмила Гутеша      | Рут Гринглас, супруга    |
| Дејан Чавић         | Јулиусов пријатељ        |
| Александар Груден   |                          |